# Неделя Петкова
Неделя Петкова Караиванова, известна като Баба Неделя, е българска учителка и революционерка.

## Биография
Неделя Петкова е родена на 13 август през 1826 година в Сопот, тогава в Османската империя. Моминското име е Неделя Делюва Гульова. Получава елементарна грамотност по взаимоучителната метода в Сопотския девически манастир, след което се самообразова. Едва на 19 години е омъжена за най-малкия вуйчо на Васил Левски, търговеца Петко Караиванов, който по-късно умира от холера и оставя Неделя с пет деца, бременна с шесто. По препоръка на Найден Геров става учителка в новооткритото девическо училище в София (1858 – 1861), където работи със Сава Филаретов. Неделя Петкова среща много трудности, но след година вече има 200 ученички. По-късно е учителка в Самоков (1862 – 1864), Кюстендил (1864 – 1865), Прилеп (1865 – 1866), Охрид (1868 – 1869), Велес (1870 – 1871).
В Прилеп е назначена за учителка на 1 юли 1865 година, като девическото училище се помещава в къщата на Тошовци до черквата. Тя организира за първи път в Прилеп честване на празника на Светите братя Кирил и Методий. Във Велес през 1870 година се включва в местния революционен комитет поддържащ връзки с БРЦК. Пратеник на Васил Левски пристига в дома на Неделя и ѝ поставя задачата да изработи знаме, за което ѝ е изпратен модел. За да завършат работата си навреме тя и дъщеря ѝ, Станислава, работят денонощно. Хазяинът им, Георги Колев, ги предупреждава, че са разкрити и те навреме скриват и спасяват знамето, След разкриване на участието ѝ в комитета, тя е изгонена от града и с подкрепата на Зографския манастир основава смесено българско училище във Вардарския квартал на Солун. Участва в борбата на местното население срещу гъркоманите, създава дружество Българска зора в Солун, съдейства за изпращането на български девойки на учение в Русия. По заръка на Беровски ушива второ знаме с дъщеря си, което е използвано по-късно в Разловското въстание.
След Освобождението живее в Кюстендил (1878), а през 1879 година се заселва в София. През 1883 година се установява в Ракитово и работи за просветата на чепинските българи.
Умира в София на 1 януари 1894 година. Погребана е в Парцел 0 на Централните софийски гробища.
Неделя Петкова е майка на Станислава Караиванова-Балканова и Петко Караиванов. Омъжена е за най-малкия вуйчо на Васил Левски (брат на майка му Гина) – Петко Караиванов.
Нейна внучка е Невяна Багрянова, българска просветна деятелка.
Морският нос Баба Неделя на остров Ливингстън в Антарктика е наименуван на Неделя Петкова.
- Знаме ушито по заръка на Васил Левски
- Знаме ушито по заръка на Димитър Беровски